# John Bertelsen
Johannes John (Jonas)  Mathias Bertelsen, född 18 maj 1917 i Köpenhamn, död 1978, var en dansk förskollärare, fritidspedagog och författare.
John Bertelsen växte upp i ett fattigt hem på Nørrebro och började gå i skräddarlära vid 13 års ålder. Vid 18 års ålder gav han sig ut på resor och var bland annat i Tyskland 1936, där han arresterades av Gestapo för misstänkt kurirtrafik till Spanien och utvisades till Danmark.
Åren 1940–1942 utbildade han sig till förskollärare på Borups Højskoles Uddannelsekursus for Småbørnslærerinder i Köpenhamn.
Han deltog i den till Danmarks Kommunistiske Parti knutna motståndsgruppens kurirnätverk och arresterades 1942 av dansk polis. Han utlämnades till den tyska ockupationsmakten, men släpptes efter förhör.
John Bertelsen anställdes sommaren 1943 av  Arbejdernes Andels-Boligforening som den förste bygglekplatsledaren på världens första bygglekplats, Emdrup Skrammelpark i den nybyggda förorten Emdrup i Köpenhamn. Skrammelparken planerades av landskapsarkitekten Carl Theodor Sørensen och öppnade den 15 augusti 1943 som en del av Emdrupvænge, ett stort bostadsområde med flerbostadshus och radhus med fler än 700 lägenheter. 
Bygglekparken ägdes av Boligforeningen AAB och sköttes av John Bertelsen som ende anställde från dess öppnande till slutet av 1947. Han hade utvecklade tankar om pedagogiken för denna speciella variant av fritidsgård, som kom att avsätta spår i många länder under närmast kommande decennier, inte minst i Storbritannien, USA och Japan. Parken besöktes under dessa år dagligen av ungefär 200 barn i skolåldern. Verksamheten var gratis. Den skedde utomhus och var öppen mellan april och september.
Han var mellan slutet av 1930-talet och slutet av 1950-talet gift med förskolläraren Agnete Vestereg, som 1947 efterträdde honom som bygglekplatsledaren på Skrammellegepladsen. Paret hade en flicka, född 1936.

## Skrammelogi
Bertelsen publicerade sina tankar om bygglekplatser och fri lek, som han kallade "skrammelogi":
| ”                                                                                        | Jag är förstås anställd som verksamhetsledare, men på en bygglekplats är detta knappast samma sak som den vanliga bilden av en chef och organisatör, som arbetar utifrån. Snarare är min uppgift en som uppstår inifrån bygglekplatsens faktiska förutsättningar, där jag har position att ge barnen all möjlighet att förverkliga sina egna planer. Initiativet måste komma från barnen själva, och när det material som behövs har skaffats, ger detta barnen inspirationen att leka. Jag kan inte, och ska verkligen inte heller, undervisa barnen i något. Jag kan ge dem stöd i deras skapande lek och arbete, och på det sättet hjälpa dem att utveckla sina förutsättningar och förmågor, vilka ofta tryckts tillbaka i hem och skola. Jag anser att det viktigaste är att verksamhetsledaren inte framstår som alltför smart, utan att han ligger kvar på samma experimentella nivå som barnen. På sätt ligger initiativet kvar, i stor utsträckning, på barnen själva och det är på så sätt långt lättare att undvika allvarlig intrusion i deras fantasivärld. | „ |
| – John Bertelsen i Early Experience from Emdrup,publicerat i boken Adventure Playgrounds | |   |